# San Mauro Cilento
San Mauro Cilento es una localidad y comune italiana de la provincia de Salerno, región de Campania, con 979 habitantes.

## Evolución demográfica
| Gráfica de evolución demográfica de San Mauro Cilento entre 1861 y 2001 |
|                                                                         |
| Fuente ISTAT - elaboración gráfica de Wikipedia                         |